# 渚の誓い (エア・サプライの曲)
「渚の誓い」（なぎさのちかい、Making Love Out of Nothing At All）は、ジム・スタインマンが作詞、作曲し、オーストラリアのソフトロック・バンドであるエア・サプライが1983年のベスト・アルバム『グレイテスト・ヒッツ』で最初にリリースした、パワー・バラードの楽曲。アメリカ合衆国のBillboard Hot 100では、3週間にわたり2位となったが、この間に首位だったのは同じくジム・スタインマンが手がけたボニー・タイラーの「愛のかげり (Total Eclipse of the Heart)」で、スタインマン作品が頂点の2曲を占めることになった。
この曲は、他の数多くのアーティストたちによってカバーされており、その中で最も成功したのはボニー・タイラーによるものだった。

## 背景と録音
この曲は、ジム・スタインマンが音楽を担当した1980年の映画『A Small Circle of Friends』のために書かれたテーマ曲をもとに、改作されたものである。
この曲は、その後、1983年のうちに楽曲を追加して発表されたもう一つのベスト・アルバム『Making Love... The Very Best of Air Supply』にも収録された。シングルのB面は、「レイト・アゲイン (Late Again)」であった。エア・サプライは、その後の様々なベスト・アルバムやライブ・アルバムにこの曲を収録しており、2005年のアルバム『The Singer and the Song』には、アコースティック・バージョンを収録した。
スタインマンは、「愛のかげり」とともにこの曲を、ミートローフのアルバム『真夜中の彷徨 (Midnight at the Lost and Found)』のために提供したが、ミートローフのレコード会社はスタインマンに楽曲使用料を支払うのを拒んだため、結局ミートローフは自分でアルバムのために代わりの楽曲を書くことになった。その後、これらスタインマンの曲はボニー・タイラーとエア・サプライに提供された。
1983年の時点で、エア・サプライは、サポート・ミュージシャンの編成を、スタジオでもツアーでも、それまでの体制から大幅に再編していた。しかし、豪華なロック・オペラ的なプロデュースで知られるスタインマンは、ブルース・スプリングスティーンのEストリート・バンドのメンバーであるキーボードのロイ・ビタンとドラムスのマックス・ワインバーグを迎え、レコーディングにおいて音楽面でスプリングスティーン同様のエネルギーを盛り込んだ。1970年代にグラムロックのアイコンだったリック・デリンジャーがエレクトリック・ギターのソロを担当しており、これによって「渚の誓い」は他のほとんどのエア・サプライの楽曲とは大きく異なったサウンドになっている。

## ミュージック・ビデオ
エア・サプライのバージョンには、複数のビデオが存在する。
ひとつのバージョンでは、1960年代のニューヨークを舞台に、兵士と若い女性が、関係を結ぶ中で様々な困難に直面する展開を見せながら、合間にバンドが演奏する場面が挿入されている。

## チャート
| チャート（1983年 - 1984年）    | 最高位 |
| ------------------------------ | ------ |
| Billboard Hot 100              | 2      |
| Adult Contemporary             | 2      |
| 全英シングルチャート           | 80     |
| 南アフリカ・シングル・チャート | 5      |

## パーソネル
- ラッセル・ヒッチコック（英語版）] - ボーカル
- グラハム・ラッセル（英語版） - バッキング・ボーカル
- ロイ・ビタン - ピアノ、シンセサイザー
- ラリー・ファスト（英語版） - シンセサイザー
- マックス・ワインバーグ - ドラムス
- スティーヴ・バスロウ (Steve Buslowe) - ベース[9] +
- リック・デリンジャー - エレクトリック・ギター
- シド・マクギニス（英語版） - アコースティック・ギター
- ジミー・メイレン（英語版） - パーカッション
- エリック・トロイヤー（英語版）、ロリー・ドッド（英語版）、ホリー・シャーウッド（英語版） - バッキング・ボーカル[10]

+ 当初、1983年にアルバムが発表された際には、スティーヴ・バスロウの名前はクレジットされていなかった。しかし、その後、この誤りは訂正された。

## ボニー・タイラーのバージョン
この曲は、後に、ウェールズ出身の歌手ボニー・タイラーによってカバーされ、彼女のアルバム『Free Spirit』に収録された。このバージョンは、言葉のないコーラスで始まり、雷鳴と鐘の音が響き、それに続いてピアノの旋律が流れ始める。ピアノの旋律にかぶせて、タイラーの母であるエルシー・ホプキンス (Elsie Hopkins) が歌う、プッチーニの『蝶々夫人』のアリア「ある晴れた日に (Un bel dì vedremo)」の抜粋が流される。
Allmusic は、このバージョンについて、「素晴らしい、8分近い大作で、完璧に彼女の声に合っているようだ。（エア・サプライのバージョンで）この曲は既に偉大な曲であるが、彼女のバージョンも格別である。(fantastic, clocking in at nearly eight minutes, and seems perfectly suited for her voice. [Air Supply's] version was already great, but hers is awesome.)」と述べている。このバージョンの制作は、スタインマンとともにスティーヴン・リンコフが共同プロデューサーとして関わり、ニューヨークのザ・ヒット・ファクトリーで行われた。

### 歌詞
タイラーのバージョンでは、歌詞の一部が書き換えられており、このタイラー版の歌詞は、さらに後にカバーしたカリーン・ハナー (Karine Hannah) にも踏襲された。

## ロリー・ドッドのデモ・バージョン
1982年にロリー・ドッドが歌ったバージョンも存在している。伴奏は、スタインマンのピアノだけで、スタインマンはイントロやブリッジの所で、何種類かのバリエーションを試みながら弾いている。

### 歌詞
ブリッジに続いて、エア・サプライ版にはない2連の歌詞が歌われ、その後に、エア・サプライ版の最後の2連が歌われる。タイラー版の歌詞は、用いられていない。

### チャート
| チャート（1995年 - 1996年）     | 最高位 |
| ------------------------------- | ------ |
| ベルギー (Ultratop 50 Flanders) | 2      |
| オランダ (Dutch Top 40)         | 17     |
| UK シングルス (OCC)             | 45     |